# HMS Colossus (1803)
HMS Colossus (Корабль Его Величества «Колоссус») — 74-пушечный линейный корабль третьего ранга. Второй корабль Королевского флота, 
названный HMS Colossus. Первый из двух линейных кораблей, построенных по данному чертежу (второй HMS Warspite). Относился к так называемым «большим 74-пушечным кораблям», нёс на верхней орудийной палубе 24-фунтовые пушки, вместо 18-фунтовых у «обычных 74-пушечных». Заложен в мае 1799 года. Спущен на воду 23 апреля 1803 года на королевской верфи в Дептфорде. Принял участие во многих морских сражениях периода Наполеоновских войн, в том числе в Сражении при Трафальгаре.

## Служба
14 августа 1803 года ост-индский корабль Lord Nelson был захвачен французским капером Belone. С капера на борт захваченного корабля был отправлен призовой экипаж, который повел судно к Ла-Корунье. 25 августа Lord Nelson был замечен 18-пушечным бригом Seagull, который попытался отбить корабль, но получив повреждения такелажа был вынужден временно выйти из боя. К этому времени в поле зрения появилась британская эскадра Эдварда Пеллью, и французы на Lord Nelson, видя что дальнейшее сопротивление быссмысленно, сдались Colossus, передовому кораблю эскадры.
21 октября 1805 года Colossus, под командованием капитана Джеймса Морриса, входил в состав колонны вице-адмирала Катберта Коллингвуда в битве при Трафальгаре. Он был шестым кораблем в линии между Bellerophon и Achille. Вслед за передовыми кораблями эскадры Colossus прошёл через линию франко-испанского флота между 74-пушечными Swiftsure и Argonaute. Вступив в бой с Argonaute он обменивался с ним бортовыми залпами в течение 10 минут, в результате чего французский корабль потерявший убитыми и ранеными больше 160 человек, прекратил огонь и вышел из боя. Тогда Colossus орудиями левого борта открыл огонь по Swiftsure и находящемуся рядом с ним 74-пушечному испанскому кораблю Bahama. Swiftsure, получивший несколько бортовых залпов с близкого расстояния, начал дрейфовать и вскоре оказался за кормой Colossus. Тогда Colossus пенес огонь на Bahama, который вскоре спустил флаг. Экипаж Swiftsure восстановил контроль над судном и попытался обстрелять корму Colossus, но тот уклонился от выстрелов и повернувшись правым бортом дал по Swiftsure бортовой залп, сбив у него бизань-мачту. В это время HMS Orion под командованием Эдварда Кодрингтона прошел сквозь дым, и пройдя за кормой Swiftsure, дал по нему несколько разрушительных залпов. Swiftsure лишился грот-мачты, у него был поврежден штурвал, и разбиты несколько орудий. Капитан Виллемадрин пытался оказать сопротивление, но в конечном итоге сдался, потеряв 68 человек убитыми и 123 ранеными во время боя.
В бою Colossus был сильно поврежден. Когда он приблизился к сдавшимся кораблям, чтобы переправить на них призовые экипажи, он потерял поврежденную бизань-мачту. Грот-мачта, которая тоже была повреждена, не выдержала усилившегося ветра и тоже упала. Единственная оставшаяся мачта, фок-мачта, была пробита в нескольких местах; два его якоря и три шлюпки были уничтожены, несколько орудий разбито. Четыре орудийных порта гондека по правому борту также были разбиты, а в его корпусе было несколько пробоин. Что же касается потерь на борту Colossus, то штурман, 31 матрос и 8 морских пехотинцев были убиты, а капитан, два лейтенанта, лейтенант морской пехоты, боцман, помощник штурмана, восемь мичманов, 115 моряков и 31 морских пехотинцев получили ранения.
5 января 1813 года Colossus и фрегат Rhin захватили 12-пушечное американское каперское судно Dolphin, направляющееся в Бордо из Филадельфии с 56 матросами и офицерами на борту. 19 января они захватили американский корабль Print, идущий из Бостона в Байонне.
Colossus оставался в строю до 1815 года, после чего был отправлен в резерв в Чатеме. Он находился в резерве до 1826 года, пока не был отправлен на слом и разобран.